# Blanzay
Blanzay és un municipi francès situat al departament de la Viena i a la regió de la Nova Aquitània. L'any 2007 tenia 835 habitants.

## Demografia

### Població
El 2007 la població de fet de Blanzay era de 835 persones. Hi havia 347 famílies de les quals 86 eren unipersonals (37 homes vivint sols i 49 dones vivint soles), 159 parelles sense fills, 98 parelles amb fills i 4 famílies monoparentals amb fills.
La població ha evolucionat segons el següent gràfic:
Habitants censats

### Habitatges
El 2007 hi havia 475 habitatges, 356 eren l'habitatge principal de la família, 85 eren segones residències i 34 estaven desocupats. Tots els 474 habitatges eren cases. Dels 356 habitatges principals, 314 estaven ocupats pels seus propietaris, 32 estaven llogats i ocupats pels llogaters i 10 estaven cedits a títol gratuït; 2 tenien una cambra, 11 en tenien dues, 52 en tenien tres, 106 en tenien quatre i 185 en tenien cinc o més. 175 habitatges disposaven pel capbaix d'una plaça de pàrquing. A 177 habitatges hi havia un automòbil i a 148 n'hi havia dos o més.

### Piràmide de població
La piràmide de població per edats i sexe el 2009 era:
| Homes | Edats   | Dones |
| ----- | ------- | ----- |
| 0     | 95 o +  | 4     |
| 12    | 90 a 94 | 0     |
| 4     | 85 a 89 | 12    |
| 16    | 80 a 84 | 16    |
| 24    | 75 a 79 | 24    |
| 24    | 70 a 74 | 32    |
| 24    | 65 a 69 | 28    |
| 28    | 60 a 64 | 32    |
| 8     | 55 a 59 | 16    |
| 12    | 50 a 54 | 16    |
| 24    | 45 a 49 | 24    |
| 24    | 40 a 44 | 16    |
| 32    | 35 a 39 | 40    |
| 36    | 30 a 34 | 28    |
| 8     | 25 a 29 | 16    |
| 8     | 20 a 24 | 16    |
| 32    | 15 a 19 | 12    |
| 44    | 10 a 14 | 24    |
| 32    | 5 a 9   | 12    |
| 12    | 0 a 4   | 12    |

## Economia
El 2007 la població en edat de treballar era de 475 persones, 312 eren actives i 163 eren inactives. De les 312 persones actives 290 estaven ocupades (158 homes i 132 dones) i 22 estaven aturades (8 homes i 14 dones). De les 163 persones inactives 80 estaven jubilades, 42 estaven estudiant i 41 estaven classificades com a «altres inactius».

### Ingressos
El 2009 a Blanzay hi havia 359 unitats fiscals que integraven 849,5 persones, la mediana anual d'ingressos fiscals per persona era de 13.451 €.

### Activitats econòmiques
Dels 28 establiments que hi havia el 2007, 1 era d'una empresa extractiva, 1 d'una empresa alimentària, 1 d'una empresa de fabricació d'altres productes industrials, 3 d'empreses de construcció, 4 d'empreses de comerç i reparació d'automòbils, 1 d'una empresa de transport, 3 d'empreses d'hostatgeria i restauració, 2 d'empreses d'informació i comunicació, 2 d'empreses financeres, 5 d'empreses de serveis, 2 d'entitats de l'administració pública i 3 d'empreses classificades com a «altres activitats de serveis».
Dels 10 establiments de servei als particulars que hi havia el 2009, 1 era una oficina de correu, 1 taller de reparació d'automòbils i de material agrícola, 1 paleta, 1 guixaire pintor, 1 lampisteria, 1 electricista, 1 perruqueria, 2 restaurants i 1 saló de bellesa.
Dels 2 establiments comercials que hi havia el 2009, 1 era una botiga de menys de 120 m² i 1 una fleca.
L'any 2000 a Blanzay hi havia 38 explotacions agrícoles que ocupaven un total de 2.116 hectàrees.

## Equipaments sanitaris i escolars
El 2009 hi havia una escola elemental integrada dins d'un grup escolar amb les comunes properes formant una escola dispersa.

## Poblacions més properes
El següent diagrama mostra les poblacions més properes.